# Stade municipal des Allées Jean Leroi
Stade municipal des Allées Jean Leroi – wielofunkcyjny stadion w Blois, we Francji. Obiekt może pomieścić 7000 widzów. Swoje spotkania rozgrywają na nim piłkarze klubu Blois Football 41. Stadion był jedną z aren piłkarskich Mistrzostw Europy U-17 w 2004 roku (rozegrano na nim trzy spotkania fazy grupowej oraz jeden półfinał turnieju), a także Mistrzostw Europy kobiet U-19 w 2008 roku (odbyły się na nim dwa mecze fazy grupowej i jeden półfinał tych zawodów).